# Парсонс (Канзас)
Парсонс  (англ. Parsons) — город в округе Лабетт, штат Канзас, США. Самый густонаселенный город округа Лабетт и второй по численности населения город в юго-восточной части штата Канзас. По переписи 2020 года, общая численность населения составила 9600 человек.

## История
Город основан в 1870 году на месте пересечения двух железнодорожных веток, и назван в честь Леви Парсонса, президента железной дороги «Миссури-Канзас-Техас» (англ.). В начале XX века в Парсонсе функционировала система городского трамвая, а также имелось междугороднее междугороднее железнодорожное сообщение с близлежащими городами. В 1904 году в здании мэрии открыта первая городская библиотека, которая после строительства нового здания библиотеки в 1977 году была переформатирована в центр изобразительного искусства. В 1942 года во время Второй мировой войны в городе открылся Канзасский артиллерийский завод, который позже был реорганизован в Канзасский армейский завод боеприпасов (англ.) и работал до закрытия в 1980-е годы.
В Парсонсе располагается крупный больничный комплекс и учебный медицинский центр на площади в 660 м², появившийся в 1957 году на базе больницы для эпилептиков 1903 года постройки. В 2000 город значительно пострадал во время сильнейшего торнадо, когда около 700 домов были повреждены и ещё 100 разрушены полностью. В 2006 году Парсонс стал лауреатом специальной премии Национального фонда сохранения исторического наследия, за усилия городских властей по возрождению исторического центра города.

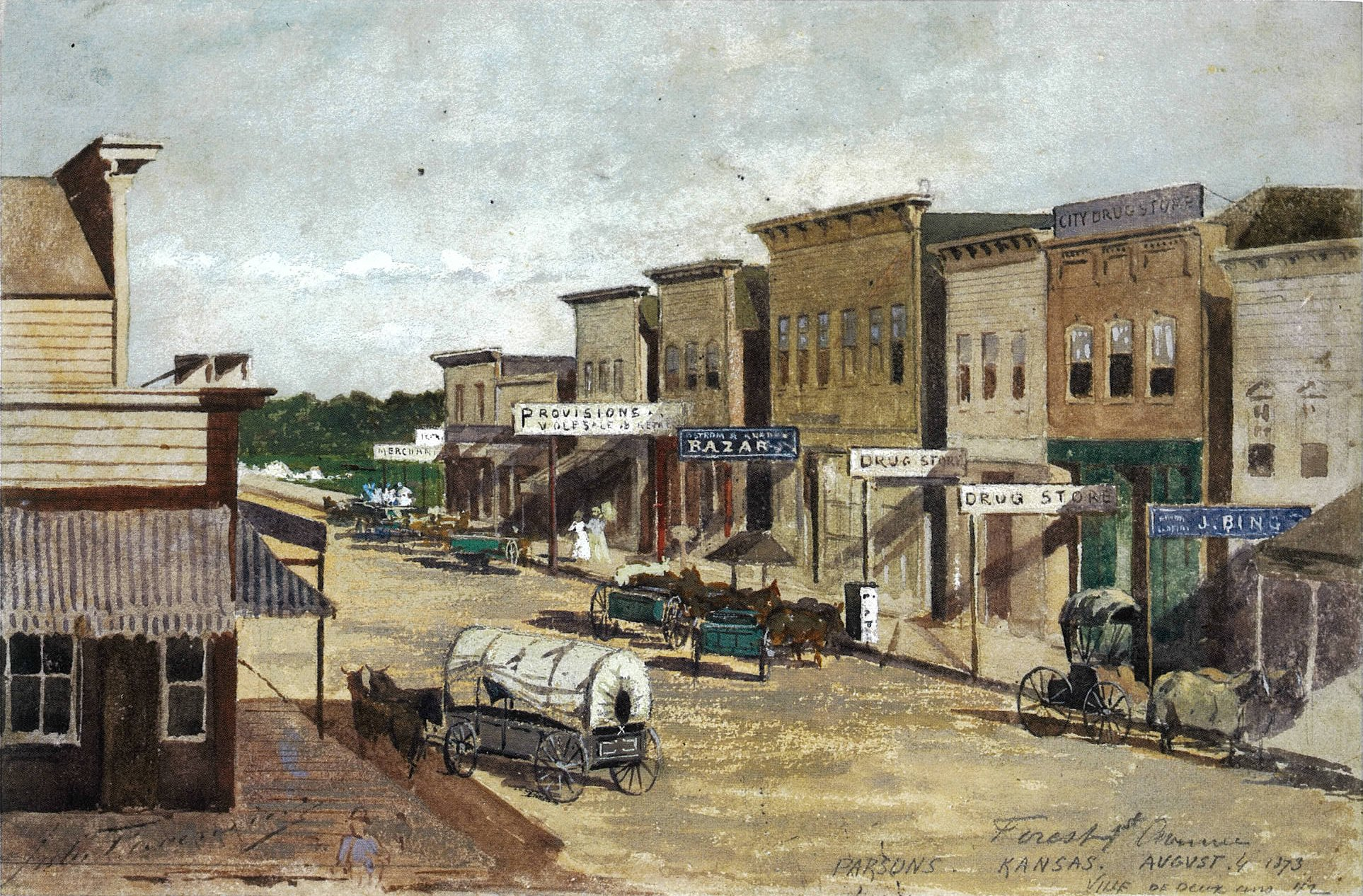
Парсонс в 1873 году
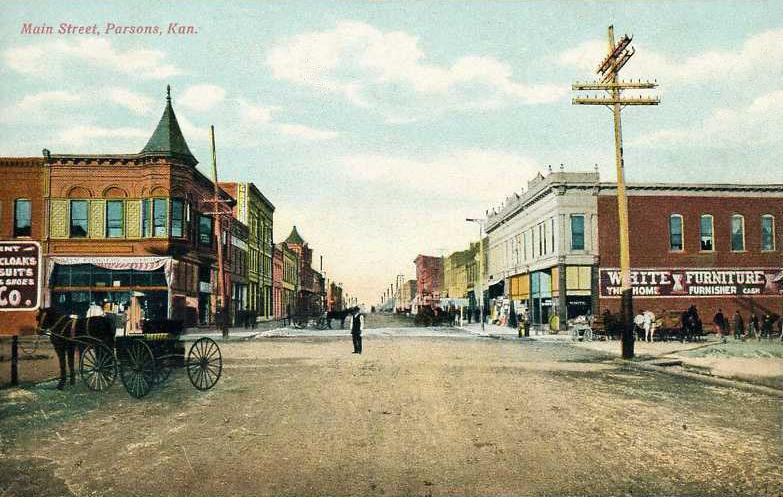
Парсонс в 1908 году

## География
По данным Бюро переписи населения США, общая площадь города составляет 27,71 км².